# Phạm Vấn
Phạm Vấn (chữ Hán: 范問; ?-1436) là công thần khai quốc nhà Lê sơ trong lịch sử Việt Nam, người thôn Nguyễn Xá, huyện Lương Giang (nay là huyện Thiệu Hóa), Thanh Hoá, Việt Nam.

## Gian khổ ở Thanh Hoá
Phạm Vấn là người tham gia khởi nghĩa Lam Sơn từ buổi ban đầu, giúp Lê Lợi trong thời gian khó khăn nhất của cuộc khởi nghĩa. Sử thần Lê Quý Đôn ghi trong Đại Việt thông sử: "Ông theo vua Thái Tổ khởi binh, trước sau lúc nào cũng ở bên cạnh, hết sức giúp rập".
Ngày 17 tháng 1 năm 1418, kẻ phản bội tên Ái dẫn lối đem quân Minh đánh úp quân khởi nghĩa, bắt được vợ, con cùng người nhà của Lê Lợi rất nhiều. Quân sĩ không còn hăng hái muốn đánh, tình thế ngặt nghèo. Lúc đó Phạm Vấn trong số ít các tướng vẫn kiên cường theo Lê Lợi ẩn vào trong núi Chí Linh, bị tuyệt lương 3 tháng, sau đó trở về Lam Sơn sau khi quân Minh rút đi.
Năm 1420, Lê Lợi đóng quân ở Mường Thôi, thổ quan Quý Châu theo quân Minh là Cầm Lạn dẫn tướng Minh là Lý Bân và Phương Chính mang quân vào đánh quân Lam Sơn. Phạm Vấn cùng Nguyễn Lý, Lý Triện mang quan ra chặn địch, phối hợp với quân chủ lực của Lê Lợi phục binh ở Bồ Mộng, chiếm lấy chỗ đồi cao đánh bại quân Minh, chém 3000 tên.
Năm 1422, quân Minh huy động thêm quân nước Ai Lao (Lào) hai đường đánh tới, Lê Lợi rút về Sách Khôi. Quân địch dồn đại binh kéo tới bao vây. Phạm Vấn cùng Lê Lĩnh, Lý Triện mang quân ra tử chiến, chém được tướng địch là Phùng Quý và hơn 1000 quân, bắt được hơn 100 ngựa, Mã Kỳ và Trần Trí thua chạy về Đông Quan (Hà Nội), quân Ai Lao cũng bỏ chạy. Quân Lam Sơn thu được hơn trăm con ngựa.
Năm 1423, Lê Lợi thu quân về núi Chí Linh, bị địch vây tuyệt lương trong 2 tháng. Phạm Vấn ở bên cạnh Lê Lợi, ra sức động viên vỗ về quân sĩ không ngã lòng, được Lê Lợi phong làm thượng tướng quân.

## Chiến công ở Nghệ An
Sau thời kỳ giảng hoà với quân Minh để củng cố thực lực, năm 1424, quân Lam Sơn và quân Minh khai chiến trở lại. Lê Lợi mang quân vào Nghệ An. Trên đường đi, quân Lam Sơn đánh thành Trà Lân. Khi đến Bồ Đằng, tướng Minh là Sư Hựu và Phương Chính mang quân ra chặn trước sau. Phạm Vấn cùng các tướng ra quân cố sức đánh lui được Hựu và Chính.
Sau đó, quân Lam Sơn đánh chiếm châu Trà Lân, bức hàng tù trưởng Cầm Bành và tiến vào Nghệ An. Khi quân Lam Sơn sắp đánh thành Nghệ An thì các tướng Minh mang quân đánh dữ dội vào cửa Khả Lưu. Phạm Vấn cùng Lê Sát xông lên phá trận, phá tan quân Minh, chém Hoàng Thành, bắt sống Chu Kiệt, quân Minh chết rất nhiều dưới sông. Phương Chính bỏ chạy vào thành Nghệ An. Quân Lam Sơn kéo tới bổ vây thành, thanh thế rất mạnh, các huyện Nghệ An đều quy phục. Phạm Vấn được phong làm thiếu uý.

## Chiến công ở Xương Giang
Năm 1427, sau nhiều chiến thắng ở Bắc Bộ, quân Lam Sơn vây chặt Đông Quan và phá tan đạo viện binh của Liễu Thăng, chém Thăng ở Chi Lăng. Các tướng dưới quyền Thăng là Thôi Tụ, Hoàng Phúc cố cầm cự, kéo tới Xương Giang và tìm cách liên lạc với Vương Thông ở Đông Quan.
Lê Lợi sai Phạm Vấn cùng Lê Khôi mang quân tiếp ứng cho Lê Sát đang vây Thôi Tụ ở Xương Giang. Các cánh quân Lam Sơn tổng tấn công giết 5 vạn quân Minh, bắt hàng số còn lại và các tướng Minh.
Viện binh bị phá, Vương Thông xin giảng hoà rút về nước. Khởi nghĩa Lam Sơn thắng lợi.

## Phong thưởng
Lê Lợi lên ngôi, tức là Lê Thái Tổ. Tháng 2 năm 1428, Phạm Vấn được trao chức Vinh lộc đại phu, Tả kim ngô vệ đại tướng quân, tước Thượng trí tự, phong là Suy trung tán trị hiệp mưu bảo chính công thần. Ít lâu sau, ông lại được thăng làm Nhập nội kiểm hiệu Bình chương quân quốc trọng sự và làm tể phụ đứng đầu.
Ngày mồng 3, tháng 5, năm 1429 Lê Thái Tổ ban biển ngạch công thần cho 93 viên, gồm có 9 bậc thì Phạm Vấn trong số 3 người công thần hạng cao nhất là Huyện thượng hầu cùng Lê Sát, Phạm Văn Xảo.

## Tham dự triều chính
Năm Thuận Thiên thứ hai (1429), vua Lê Thái Tổ phong con trưởng Lê Tư Tề làm Quốc vương và con thứ Nguyên Long làm Hoàng Thái tử. Phạm Vấn là một trong 7 vị đại thần mang kim sách phong Quốc vương và Hoàng Thái tử
Năm 1431, ông được phong làm Nhập nội kiểm hiệu Đô đốc quận hầu.
Năm 1433, Lê Thái Tổ mất, ông cùng Lê Sát nhận di chiếu làm phụ chính cho vua nhỏ Lê Thái Tông.
Năm Thiệu Bình thứ ba (1436), ông mất, được truy tặng làm Thái phó, đặt tên thuỵ là Tuyên Vũ.
Năm 1484, Lê Thánh Tông tặng ông tước Thái phó, Trấn quận công.